# Krajenka
Krajenka (niem. Krojanke) – miasto w woj. wielkopolskim, w powiecie złotowskim, siedziba gminy miejsko-wiejskiej Krajenka.
Według danych z 30 czerwca 2016 miasto liczyło 3733 mieszkańców.
Krajenka uzyskała lokację miejską w 1420 roku.

## Położenie
Miasto położone jest nad rzeką Głomią na wysokości 105 m n.p.m., w środkowej części Krajny, w pasie Pojezierza Południowopomorskiego (w tym Pojezierza Krajeńskiego), w odległości 126 km na północ od Poznania.
Przez Krajenkę przebiegają drogi:
- Droga wojewódzka nr 188 (Piła – Człuchów)
- Droga wojewódzka nr 190 (Gniezno – Krajenka)

Ponadto istnieją drogi lokalne do Głubczyna, Buntowa i Tarnówki.
Przez Krajenkę biegnie też linia kolejowa Piła – Tczew. Znajduje się tu stacja kolejowa.

## Historia

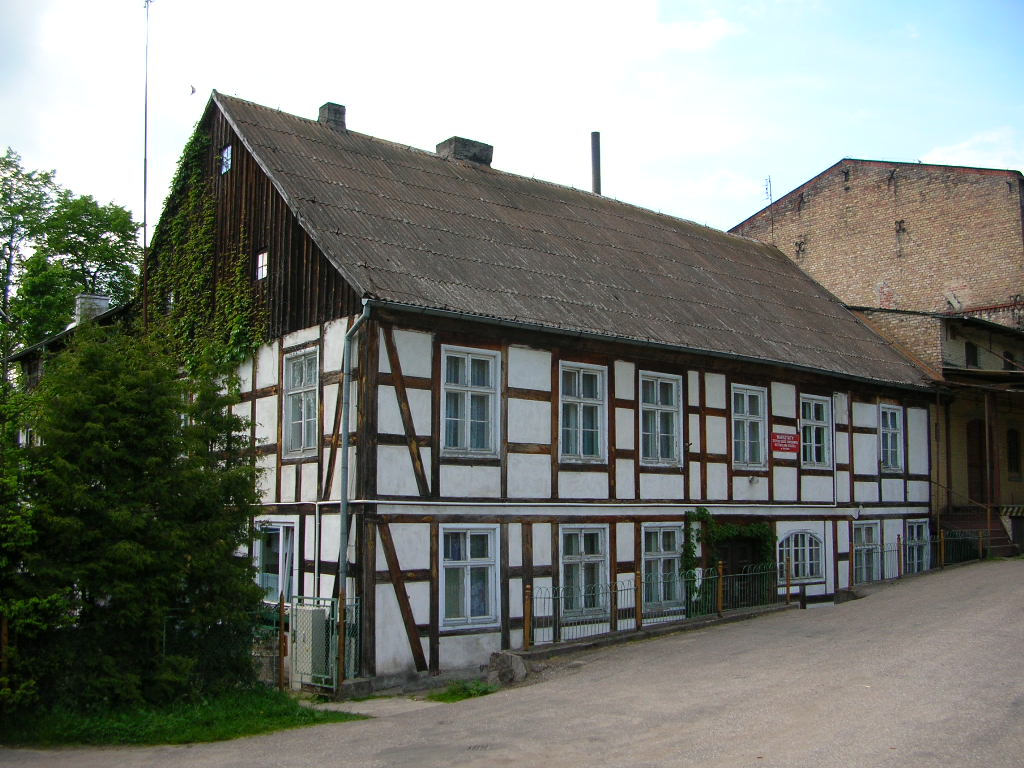
Zabytkowe zabudowania młynarskie w Krajence

Krajenka pojawiła się w źródłach pisanych w 1286 roku. W XIV wieku pierwszymi odnotowanymi właścicielami Krajenki byli Danaborscy z Danaborza. Ten polski ród posiadał liczne dobra na Pałukach i Krajnie. Danaborscy spokrewnieni byli z Piastami śląskimi. W okresie ich władania zostały nadane Krajence prawa miejskie (prawo magdeburskie), które w 1420 roku potwierdził król Władysław Jagiełło. Przywilej ten Krajenka zawdzięczała Andrzejowi Danaborskiemu. Przypuszczalnie to Danaborscy w XV wieku zbudowali w Krajence zamek rycerski. W późniejszym okresie tzw. klucz krajeński przechodził na własność: Kościeleckich, Grudzińskich, Działyńskich. W 1746 roku Krajenka przeszła na własność księcia Aleksandra Sułkowskiego. W historii miasta szczególną kartę zapisała jego żona – Anna Sułkowska – fundatorka kościoła pw. św. Mikołaja i św Anny. Zaadaptowała na ten cel należący do niej zamek. W 1774 roku kościół poświęcił kanonik Franciszek Ciżmowski. W 1793 roku Anna Sułkowska sprzedała swoje dobra Fryderykowi von Flotow – szambelanowi króla pruskiego Fryderyka Wilhelma II. Szambelan króla pruskiego nie cieszył się jednak długo nabytymi dobrami. Jego kłopoty finansowe sprawiły bowiem, że w 1800 roku na licytacji dobra krajeńskie kupił Jakub Komierowski z Komierowa koło Sępólna Krajeńskiego. Brał on udział w wielu polskich zrywach niepodległościowych. Życie zakończył bohaterską śmiercią 13 stycznia 1807 roku, kiedy to na skutek ran odniesionych podczas walki z Prusakami pod wsią Ostrowite, skonał w Nowem nad Wisłą. Pochowany został w podziemiach tamtejszego kościoła farnego pw. św. Mateusza.
Po I rozbiorze Polski Krajenka znalazła się w granicach Prus. Jakub Komierowski – ostatni polski właściciel Krajenki, pozostawił po swojej śmierci liczne zadłużenia, które doprowadziły do zajęcia dóbr krajeńskich przez żydowskiego bankiera – Lepmanna Meyera Wulffa z Berlina. Jego spadkobiercy sprzedali je w 1839 roku królowi pruskiemu Fryderykowi Wilhelmowi III, a to z kolei skutkowało tym, że przez następne dziesięciolecia dobra krajeńskie stały się domeną członków rodziny pruskiego domu panującego. Mowa o następujących przedstawicielach rodu Hohenzollern: Wilhelmie III, Karolu, Fryderyku Karolu oraz Fryderyku Leopoldzie, który zmarł prawdopodobnie 13 września 1931 roku w Krajence. Niektóre źródła podają jako miejsce jego śmierci Kujań.
Pożary, epidemie trawiły kilkukrotnie miasto. Największy pożar miał miejsce w 1788 roku, kiedy wypaleniu uległo całe miasto. Krajenka rozwinęła się w XVIII i XIX wieku. Organizowane były tutaj 4 jarmarki rocznie, rozwijało się rzemiosło. W XIX wieku przeprowadzono linie kolejową przez miasto. W 1773 Krajenkę zamieszkiwało 905 mieszkańców, w 1910 ponad 3400 osób. Od 9 sierpnia 1931 r. do maja 1932 r. na terenie Krajenki funkcjonowała polska szkoła. Rodzice uczniów byli szykanowani przez Niemców. M.in. wywierano na nich presję ekonomiczną, grożąc zwolnieniami z pracy w przypadku dalszego posyłania dzieci do polskiej szkoły. Szykany dotykały również nauczycieli. W lutym 1932 kierownik szkoły Franciszek Gliszewski został pozbawiony prawa nauczania i wydalony do Polski. Funkcję po nim przejął Bolesław Jęchorek. Pracę pedagogiczną na terenie placówki prowadził również Paweł Hans. Franciszek Gliszewski został zamordowany przez Niemców w KL Sachsenhausen – Oranienburg 9 marca 1940 roku. Jesienią 1939 roku w miejscowości Silno koło Torunia Niemcy rozstrzelali Pawła Hansa.
Miasto zostało zajęte przez Armię Czerwoną 30 stycznia 1945 roku i spalone w 70%. Ucierpiała zabudowa, zakłady, urządzenia komunalne. Spłonęło stare centrum miasteczka, wiele zabytkowych budynków. W wyniku II wojny światowej Krajenka ponownie znalazła się w granicach Polski. Niemieckojęzyczna ludność miasta została wysiedlona do Niemiec. Odbudowy miasta podjęto się w latach 50. XX wieku. Krajenka jest ośrodkiem przemysłowym i handlowym w powiecie złotowskim.
W latach 1969–1972 miasto nie należało, ale było siedzibą władz gromady Krajenka. W latach 1975–1998 miasto administracyjnie należało do województwa pilskiego.

## Gospodarka

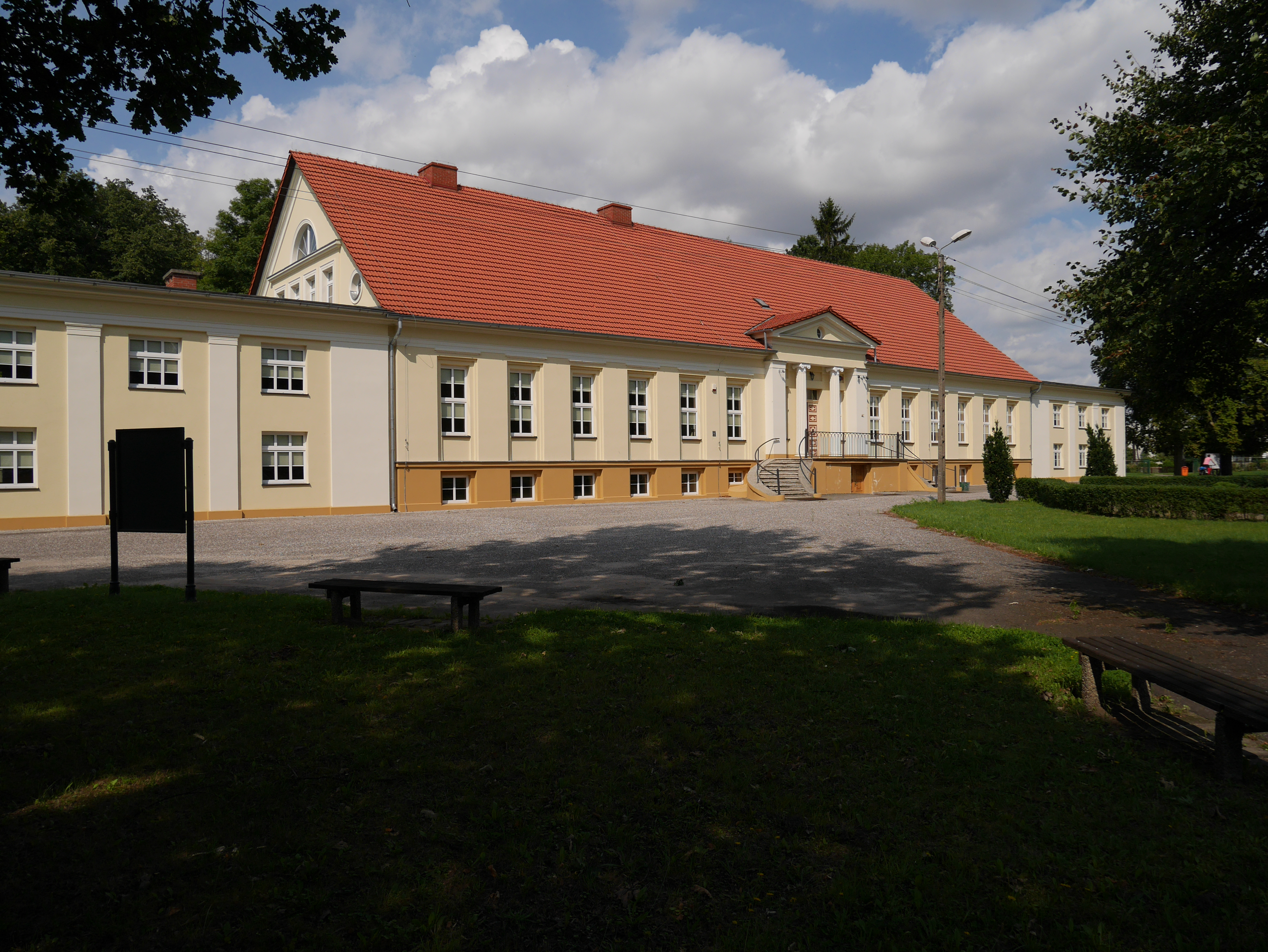
Pałac Sułkowskich, obecnie Urząd Gminy

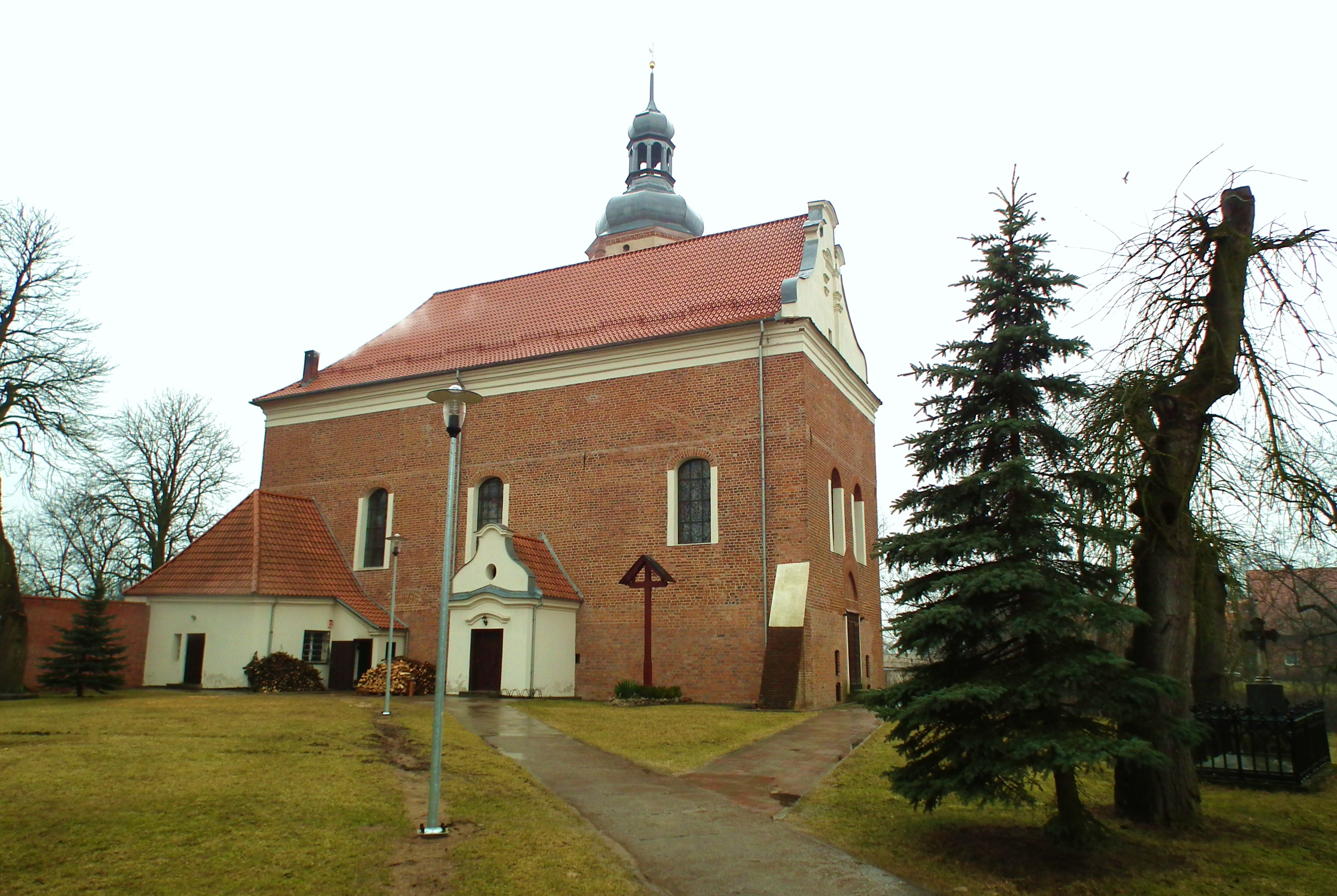
Kościół św. Anny i św. Mikołaja

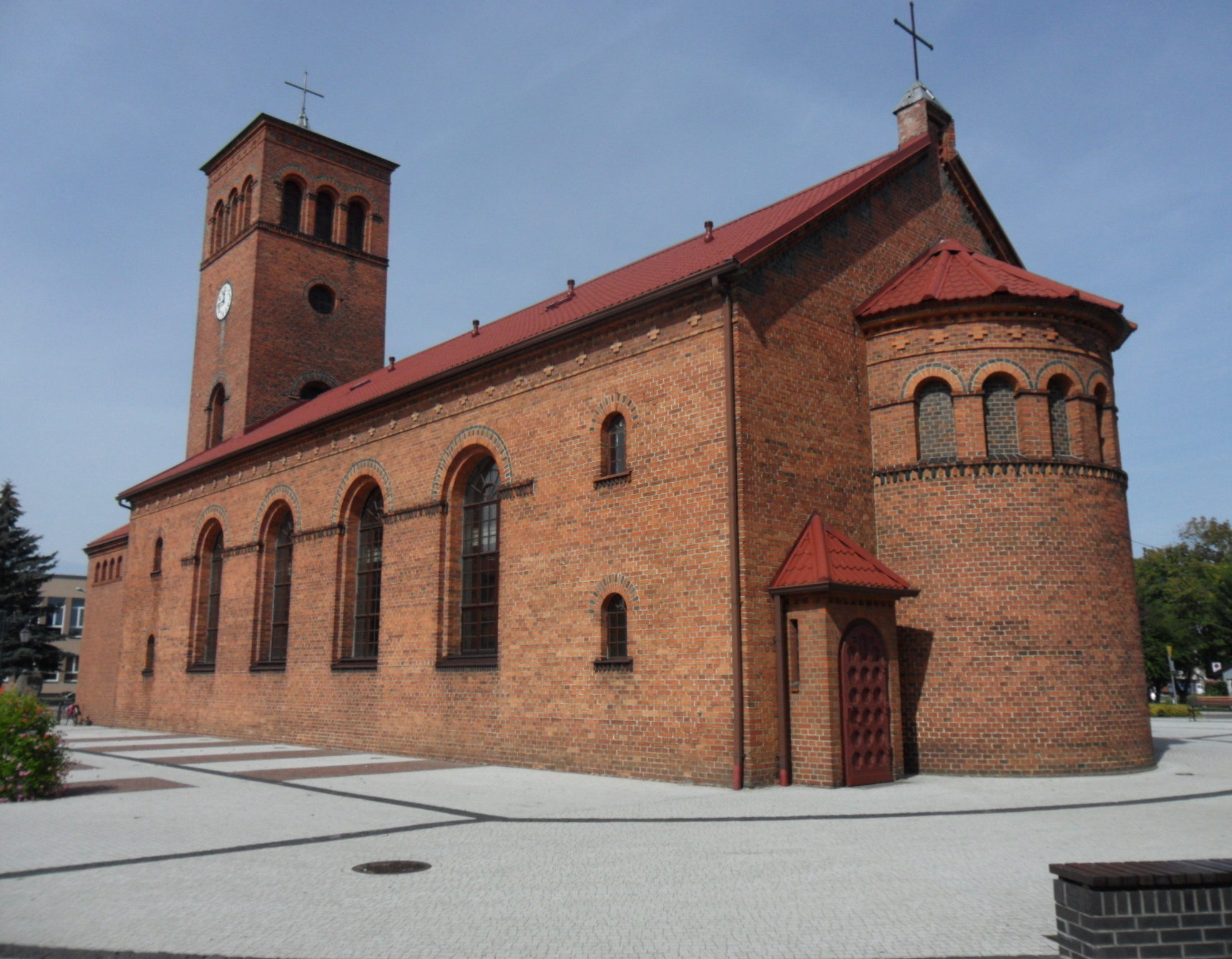
Poewangelicki kościół pw. św. Józefa

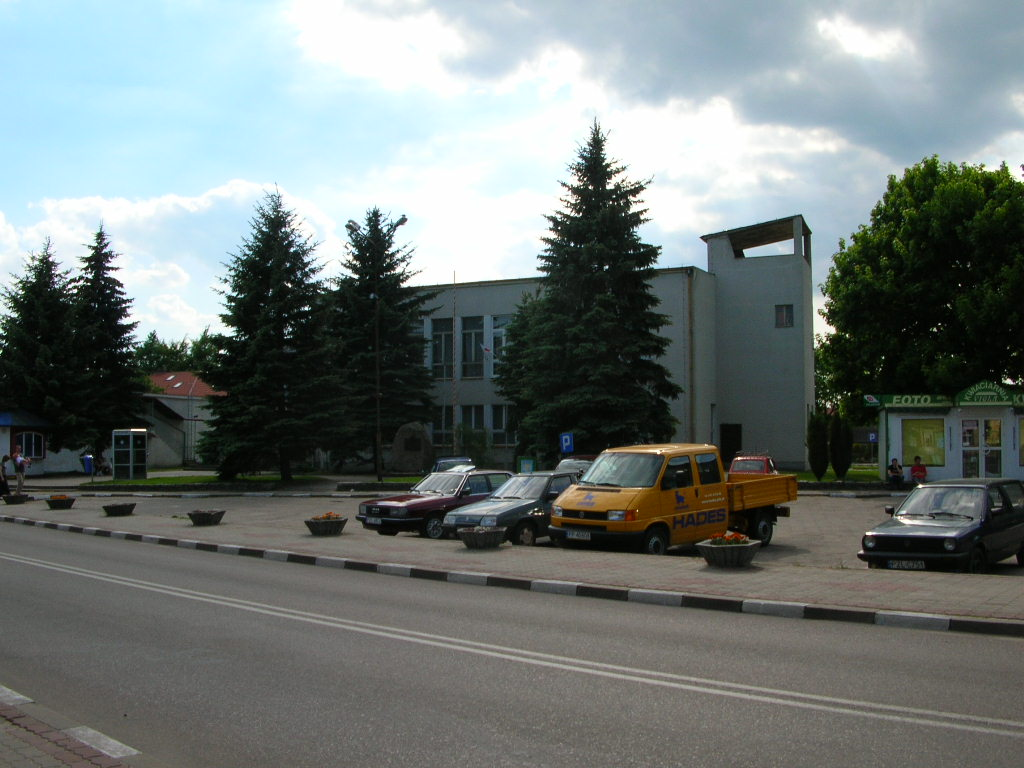
Krajeński Ośrodek Kultury

Krajenka jest gminą typowo rolniczą z racji tego, iż ponad połowę jej powierzchni stanowią grunty orne. Jedynym przemysłem, który rozwinął się w gminie w sposób zadowalający, jest przemysł drzewny obejmujący Zakład Przemysłu Drzewnego. Kolejnym większym zakładem Krajenki jest firma Dunlopillo, która produkuje materace.
Miasto pełni rolę lokalnego ośrodka dla otaczających go miejscowości. W mieście zlokalizowana jest poczta, posterunek policji, dworzec PKP, dworzec PKS, stacje benzynowe, stacja kontroli pojazdów, sklepy, restauracja. W mieście istnieje też szkoła, gdzie kształcą się technicy przemysłu młynarskiego.

## Kultura
W Krajence działa Krajeński Ośrodek Kultury, który organizuje wiele imprez kulturalno – rozrywkowych dla mieszkańców Miasta i Gminy. Są to m.in.:
- Przegląd Orkiestr Dętych,
- Złote Maski
- Dni Krajenki
- Pożegnanie lata,
- Koncerty rockowe,
- Dożynki
- Dzień Niepodległości,
- Mikołajki,
- Sylwester na rynku,
- Zabawy wiejskie
- Spektakle teatralne
- i wiele innych

Prócz organizacji tych imprez Krajeński Ośrodek Kultury prowadzi wiele instytucji kulturalnych i artystycznych na terenie miasta i gminy. W KOK – u działa:
- Teatr
- Biblioteka,
- Zespoły taneczne
- Zespół Ludowy „Dzwon”,
- Kapela Mysomtacy,
- Kółko Plastyczne,
- Kółko Muzyczne i inne.
- Zespół taneczny mażoretek „Oleńki”
- Zespół taneczny „Segreto”

### Festiwal Piosenki Czerwonokrzyskiej
W roku 2006 już po raz dwudziesty odbył się Ogólnopolski Festiwal Piosenki Czerwonokrzyskiej w Krajence, jedyna tego rodzaju impreza w kraju. Uczestniczą w niej młodzi artyści z całej Polski, którzy śpiewając piosenki o treściach takich jak: pomoc osobom słabszym, starszym i niepełnosprawnym, szacunek, tolerancja, propagowanie zdrowego stylu życia, propagują ideę Polskiego Czerwonego Krzyża.

## Zabytki
- Obiekty wpisane do rejestru zabytków[8]:
  - kościół parafialny św. Anny i św. Mikołaja – pochodzący z końca XVIII wieku, znajdują się w nim 4 ołtarze oraz zabytkowa ambona w kształcie dzioba okrętu, zabytkowe organy z 1886 roku
  - zespół pałacowo-parkowy i folwarczny – pałac i mur z przełomu XVIII/XIX wieku
  - neoromański kościół poewangelicki św. Józefa z 1846 r.
  - historyczny układ urbanistyczny, XIII-1 poł. XX

- Obiekty historyczne:
  - cmentarz żydowski z XVII wieku
  - młyn przy ulicy Młyńskiej – zabytkowy młyn z końca XIX i początku XX wieku

## Sport
W Krajence działają:
- Uczniowski Klub Sportowy „Sokół” przy Gimnazjum w Krajence
- Uczniowski Klub Sportowy „Krajna” przy Szkole Podstawowej w Krajence
- Uczniowski Klub Sportowy „Piast” przy Szkole Podstawowej w Głubczynie
- Ludowy Zespół Sportowy „Iskra” Krajenka
- Ludowy Zespół Sportowy „Piast” Głubczyn
- Ludowy Zespół Sportowy „Płomień” Podróżna
- Ludowy Zespół Sportowy „TPS” Skórka
- Ludowy Zespół Sportowy „Grom” Śmiardowo Krajeńskie
- KS Głomia

## Demografia

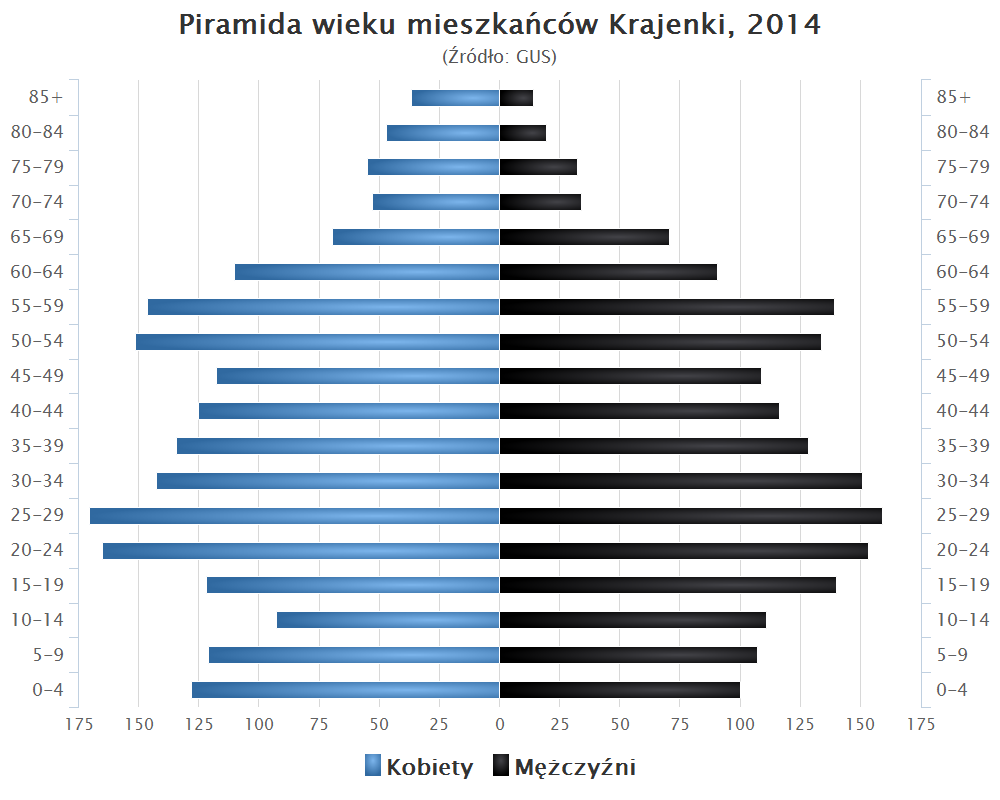
Piramida wieku mieszkańców Krajenki w 2014 roku

## Znane osoby związane z Krajenką
- Siggi Wilzig[9] – multimilioner żydowskiego pochodzenia
- Bernard Witucki[10] – ksiądz katolicki, bohater ruchu oporu we Francji
- Antoni Januszewski[11]
- Albert Kachellek[12] – amerykański gangster
- Mirosław Hermaszewski – lotnik i kosmonauta, generał brygady pilot Wojska Polskiego.